# Supercoupe de Suisse masculine de basket-ball 2017
Navigation
Édition 2016 Édition 2018
La Supercoupe de Suisse de basket-ball masculin 2017 est la 3e édition de la Supercoupe de Suisse de basket-ball masculin. Elle est organisée par Swiss Basketball. Les équipes participantes sont le finaliste du championnat et le vainqueur du championnat et de la coupe de Suisse sous la forme d'un match unique.

## Finale
| Date | Lieu | Rencontre | Score |
| ---- | ---- | --------- | ----- |
| 2017 |      |           |       |

## Meilleurs joueurs
|  |  |
|  |  |